# Neuville-sur-Margival
Neuville-sur-Margival is een gemeente in het Franse departement Aisne (regio Hauts-de-France) en telt 112 inwoners (2009). De plaats maakt deel uit van het arrondissement Soissons.

## Geografie
De oppervlakte van Neuville-sur-Margival bedraagt 3,6 km², de bevolkingsdichtheid is dus 31,1 inwoners per km².
De onderstaande kaart toont de ligging van Neuville-sur-Margival met de belangrijkste infrastructuur en aangrenzende gemeenten.

## Demografie
Onderstaande figuur toont het verloop van het inwonertal (bron: INSEE-tellingen).
Vanwege een beveiligingsprobleem met de MediaWiki Graph-software is het momenteel niet mogelijk deze grafiek weer te geven. Zodra de software is bijgewerkt zal de grafiek vanzelf weer zichtbaar worden.